# Emma Oosterwegelová
Emma Oosterwegelová (* 29. června 1998 Deventer) je nizozemská atletka. Od sedmi let se věnovala pozemnímu hokeji, v atletice zkoušela sprinterské i vrhačské disciplíny a nakonec se zaměřila na sedmiboj. Je členkou klubu AV Daventria 1906 a studentkou univerzity ve Wageningenu.
V roce 2013 startovala na Evropském olympijském festivalu mládeže v Utrechtu. Je mistryní Nizozemska v hodu oštěpem z roku 2016 a v halovém pětiboji z let 2018, 2019 a 2020. Na mistrovství Evropy juniorů v atletice 2017 byla osmá v soutěži oštěpařek. Na mistrovství Evropy v atletice do 23 let obsadila v roce 2019 čtvrté místo v sedmiboji. Na mistrovství světa v atletice 2019 byla mezi sedmibojařkami sedmá. Na Letních olympijských hrách 2020 skončila v sedmiboji třetí za Belgičankou Nafissatou Thiamovou a svojí krajankou Anouk Vetterovou a vytvořila svůj osobní rekord 6590 bodů.

## Osobní rekordy
- 200 m: 24,25 s
- 400 m: 58,91 s
- 800 m: 2:11,09
- 60 m překážek: 8,67 s
- 100 m překážek: 13,36 s
- skok vysoký: 1,80 m
- vrh koulí: 14,45 m
- hod oštěpem: 54,60 m
- sedmiboj: 6590 bodů
- pětiboj: 4306 bodů